# お元気クリニック
『お元気クリニック』（おげんきクリニック）は、乾はるかによる日本の成人向け漫画作品。または、それを題材とした実写映画、OVA、実写ビデオ。『プレイコミック』（秋田書店）にて連載された。全9巻。

## 概要
元カリフォルニア性医学研究所勤務のドクター・御毛栗触と、その助手・多々瀬ルコの2人が、都内某所のSEXクリニック「お元気クリニック」にて様々な人の性の悩みを解決する物語。夫婦間の性交渉から個人のフェティシズム、果ては性犯罪まで幅広い性の話題について取り扱っている。日本国外でも発売されており、様々な国でコミックスが発行されている。

## 登場人物
御毛栗 触（おげくり さわる） 　
主人公。37歳。O型。元カリフォルニア性医学研究所勤務。若い頃にマリリン・モンローに憧れ、単身渡米し、性医学について学ぶ。帰国後、都内某所にSEXクリニック「お元気クリニック」を開業し、様々な人々の性の悩みを解決する。ペニスのような頭をしており、実際に性行為にて、巨根好きな患者がペニスと勘違いして、女性器に自らの頭を突っ込んだこともある。巨大なペニスの持ち主でもあり、その威圧感は時に女性を濡れさせるほど。スケベで下品な性格だが、性については真面目で彼なりの哲学を持っている。
アメリカ時代に一度結婚しており、離婚した当時の妻・ダブリンとの間には4つ子の息子がいる。
多々瀬 ルコ（たたせ ルコ）
ヒロイン。21歳。AB型。名門女子大学に在籍中に、アルバイトでSMクラブに勤めていたが、大学に知られてしまい退学になる。その後、SMクラブの客であった御毛栗に誘われ、「お元気クリニック」にて助手として働くことになる。実は良家のお嬢様で、勘当されている身である。コスチュームプレイを得意とし、様々なコスチュームで患者を魅惑し治療する。性の技についてはかなりのものである。身長165cm、体重52kg。スリーサイズはB90-W60-H90。
気持 イコ（きもち イコ）
ルコの女子大時代の同期生。ルコにやたら張り合っている。実はレズビアン。男がダメという訳ではないがSEXは自分本位で強引にイカせるだけ。お元気クリニックの非常勤助手。
成金 玉緒（なりきん たまお）
ルコの女子大時代の同期生。清純派のお嬢様だが、没落気味の実家・袋小路家への援助目当てで成金の夫と結婚させられた。童貞と処女の夫婦で夜の生活は全く上手くいってなかったが、御毛栗のカウンセリングを受けた結果、互いにオナニーを見せ合う性生活を送る。連載後期にちょっとした喧嘩を切っ掛けに夫婦そろって初体験を果たす。
ダイアン・メロン
アメリカ人の高級コールガール。御毛栗がカリフォルニア時代にED治療の手伝いをしてもらっていた。身体よりも大きい超爆乳の持主で、スリーサイズはバスト180cm-ウエスト60cm-ヒップ90cm。カリフォルニア時代の御毛栗の同僚だった元性医学者のMr.ロングバットをヒモとして同居。結婚する。
美留野 緒奈（びるの おな）
お元気クリニックが入居する美留野ビルのオーナー。色黒の美人だが「お金が至上」という銭ゲバ主義だった。御毛栗のカウンセリングを受けた結果、家賃をSEXで請求するようになる。後にボディガードとして勤めるために去勢までした男性・斜山（しゃざん）と結婚する（ただしSEXは別腹）。
ダブリン・モンロー
御毛栗の元妻。マリリン・モンローのそっくりさんだが、太りやすい体質で腹が弛んでいることが多くコルセットを愛用している。結婚後も遊び三昧と日本人である夫とは価値観が違いすぎて離婚した。その後、とある資産家と再婚しており、一度は夫に押し付けていった息子を引き取りハリウッドデビューさせた。
多々瀬 照男（たたせ てるお）
ルコの義弟。義姉であるルコに憧れながらも実際に手を出せない屈折した思いを抱いていたが、それが高じて全身をルコそっくりに整形して「ルオ」と名乗るようになる。イコとの交際を経て再会した学生時代の友人（男性）と交際するようになる。シーメールとなっても違和感のない小柄な体格だが、ペニスは先端がへそまで届く巨根。
多々瀬 増代（たたせ ますよ）
ルコの義母。義弟・照男の実母。その正体は伝説の女王様である鞭内増代。ルコの父・留造と再婚した際には引退しており、その経歴も隠していた。
多々瀬 留造（たたせ とめぞう）
ルコの実父。企業グループのトップとして働くうちにマゾヒストになっていたため、こっそりSMクラブ通いをしていた。増代の経歴が発覚してからは夫婦生活は一時期SMプレイオンリーになってしまうが、御毛栗のアドバイス「SMの神髄は立場の逆転」からノーマルなSEXも出来るようになる。
矢羅瀬 樽代（やらせ たるよ）
離婚した留造の元妻でルコの実母。現在はロンドンでデザイナーをしており、「マダム・スパイダー」と呼ばれている。ちなみに離婚の原因は、結婚したものの互いにマゾヒストだったため、どうしても片方が攻め役になれなかったから。
乱丸 淫子（らんまる いんこ）
御毛栗いわく、史上最強の淫乱女。作中でも気迫のみのメンタルSEXで御毛栗と引き分けたりした。数度の登場の後、下着会社・SEEM社の会長（すでに成人して社長職を務める孫もいる老人）と結婚し、一子を懐妊した。
一心 鮪兵衛（いっしん まぐろべえ）
連載初期からちょくちょく登場している間男。名前の通り本業は魚屋「魚鮮」の店長でお得意様の奥さん（大抵はその回の患者）とSEXしている。ある患者に絞り取られてEDになってしまいラバープレイによる治療（この回に名前が明らかになる）を受けてからはラバーフェチになった。結婚しており、妻はかなりの美人。商店街の知人である花屋の菊五郎と八百屋の九ちゃんとともに「間男トリオ」を結成している。

## 映画版
1988年2月27日に『お元気クリニック 立って貰います』のタイトルで公開された。上映時間は65分、配給はにっかつ。

### スタッフ・キャスト
- 監督：渡辺元嗣
- 企画：角田豊
- 脚本：平柳益実
- 原作：乾はるか
- 撮影：志賀葉一
- 音楽：芥川たかし
- 照明：田端功
- 編集：酒井正次
- 助監督：橋口卓明
- 主演：滝川真子
- 出演：橋本杏子・下元史朗・螢雪次朗

## アニメ版
1992年頃発売。全3巻。

### スタッフ
- 監督：渡部高志
- 原作：乾はるか
- 音響効果：神保大介（スワラ・プロ）
- アニメーション制作：ニューネットワーク、東京キッズ
- 販売元：ハピネット・ピクチャーズ

### 主題歌
「宝MONO」（OP）
歌手：CHU-DOKU
作詞：Creamy魔湖 / 作曲：Great Funky 104" / 編曲：CHU-DOKU
「大好きだったから」（ED）
歌手：CHU-DOKU
作詞・作曲：Creamy魔湖 / 編曲：CHU-DOKU

## ビデオ版
2008年、お互いにファン同士であった原作者『乾はるか』と、フェチ系アダルトビデオメーカーAVSを代表する監督『渡辺琢斗』のコラボによって制作されたアダルトビデオ（全4巻）
お元気クリニック Vol.1（2008年12月1日）
多々瀬ルコ役に浜崎りお、多々瀬増代役に浅井舞香
お元気クリニック Vol.2（2009年2月1日）
ゲスト若宮莉那
お元気クリニック Vol.3（2009年4月19日）
ゲスト佐伯奈々
お元気クリニック Vol.4（2009年8月1日）
ゲスト北島玲